# Oberreichenbach (Bawaria)
Oberreichenbach – miejscowość i gmina w Niemczech, w kraju związkowym Bawaria, w rejencji Środkowa Frankonia, w regionie Industrieregion Mittelfranken, w powiecie Erlangen-Höchstadt, wchodzi w skład wspólnoty administracyjnej Aurachtal. Leży około 17 km na zachód od Erlangen.
Miejscowość znana była w XII wieku jako Richpach.